# Sheikh Hasina
Sheikh Hasina Wajed (beng. শেখ হাসিনা ওয়াজেদ; ur. 28 września 1947 w Gopalgajn) – bengalska polityk, przewodnicząca Ligi Awami od 1981, premier Bangladeszu w latach 1996–2001 i 2009–2024; córka pierwszego prezydenta Bangladeszu – Sheikha Mujibura Rahmana.

## Życiorys

### Młodość
Urodziła się w Gopalganj w Bangladeszu. Uczęszczała do Eden Girls’ College w Dhace, a następnie studiowała na Dhaka University.
15 sierpnia 1975 większość jej rodziny (ojciec, matka, trzech braci) została zamordowana w wyniku zamachu stanu dokonanego przez wojskowych. W tym czasie Hasina wraz z siostrą przebywała na wycieczce w Niemczech Zachodnich. Po tym zdarzeniu udała się do Wielkiej Brytanii, a następnie do Nowego Delhi w Indiach. Do Bangladeszu powróciła 17 maja 1981.

### Początki działalności politycznej
Po powrocie do kraju rozpoczęła działalność polityczną, skierowaną przeciw autokratycznym rządom generała i prezydenta Hossaina Mohammada Ershada. W 1981 została przewodniczącą Ligi Awami. W 1983 utworzyła sojusz, złożony z 15 różnych partii, celem odsunięcia Ershada od władzy. Za swoją działalność Hasina, w lutym i listopadzie 1984 oraz w marcu 1985, przebywała w areszcie domowym.
Sheikh Hasina i Liga Awami wzięła udział w wyborach parlamentarnych w 1986. W ich wyniku Hasina została liderem opozycji w parlamencie. Jednak parlament już w 1987 został rozwiązany przez prezydenta Ershada. Udział w wyborach, w warunkach autorytarnej dyktatury wojskowej, spotkał się z krytyką części środowisk opozycyjnych.
W pierwszych wolnych wyborach parlamentarnych w 1991 zwycięstwo odniosła Nacjonalistyczna Partia Bangladeszu (BNP, Bangladesh Nationalist Party), a jej przewodnicząca Chaleda Zia objęła urząd premiera. Od 1991 do 1996 była liderem opozycji.

### Premier (1996–2001)
Liga Awami objęła władzę po wyborach parlamentarnych w czerwcu 1996, w których zdobyła 146 miejsc w 300-osobowym parlamencie. Hasina Wajed 23 czerwca 1996 objęła funkcję premiera Bangladeszu. Jako pierwsza w historii zajmowała ten urząd przez całą kadencję. Jej rząd uzyskał poparcie Partii Narodowej (Jatiya Party) byłego prezydenta Ershada.
Rząd Hasiny przekonał sędziego Shahabuddina Ahmeda do objęcia urzędu prezydenta Bangladeszu.

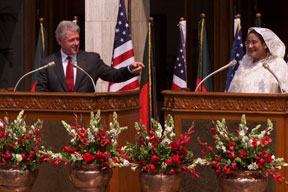
Prezydent Stanów Zjednoczonych Bill Clinton oraz premier Hasina Wajed (2000)

Głównym sukcesem Hasiny w polityce zagranicznej było zawarcie porozumienia z Indiami w sprawie tamy na rzece Ganges, Farakka Barrage. Tama ta była kością niezgody między dwoma państwami od czasu jej budowy w latach 60. XX w. Bangladesz zarzucał Indiom, że poprzez budowę tamy uszczuplają jego dostęp do wody. Porozumienie regulowało poziom przepływu wody na sekundę, jaki miał obowiązywać na rzece. Rząd Hasiny podpisał również traktat pokojowy z rebeliantami na południowym wschodzie kraju.
Gabinet premier Hasiny był krytykowany przez opozycję za nadużywanie imienia Sheikha Mujibura Rahmana w swojej polityce oraz upolitycznienie administracji i państwowych mediów. Ponadto zarzucono jej zbytnią uległość wobec Indii, zwłaszcza po strzelaninie na granicy, w której zginęło 16 Indusów i 3 Bengalczyków. W czasie rządów Hasiny Bangladesz został uznany przez Transparency International za najbardziej skorumpowane państwo świata.

### Działalność w opozycji
W wyborach parlamentarnych w 2001 Liga Awami poniosła druzgocącą porażkę, uzyskując tylko 62 miejsca w parlamencie. Sheikh Hasina ponownie znalazła się w opozycji, a urząd szefa rządu objęła po raz drugi Chaleda Zia. Sheikh Hasina i Liga Awami odrzuciła wyniki wyborów, twierdząc, że zostały one sfałszowane przy poparciu prezydenta i tymczasowego rządu. Jednakże społeczność międzynarodowa uznała je za wolne i demokratyczne.
Jako lider opozycji, Hasina musiała stawić czoła kilku próbom zamachu na jej życie lub życie innych członków Ligi Awami. W latach 2004–2005 w wyniku zamachów zginęło dwóch parlamentarzystów Ligi Awami. 21 sierpnia 2004 Hasina przeżyła zamach na własne życie. W czasie jej wiecu w Dhace, zamachowiec rzucił 13 granatów w 15-tysięczny tłum z dachu pobliskiego budynku. W wyniku wybuchów zginęły 23 osoby, a ponad 200, w tym Hasina, zostało rannych.
Pod koniec 2006 opozycyjna Liga Awami rozpoczęła akcje protestacyjne przez wyborami parlamentarnymi, zaplanowanymi na 22 stycznia 2007. Zarzucała tymczasowemu rządowi Iajuddina Ahmeda stronniczość i sprzyjanie Partii Narodowej Bangladeszu premier Zia. Od października 2006 w kraju cyklicznie dochodziło do zamieszek między zwolennikami Ligi Awami i Narodowej Partii Bangladeszu. 3 stycznia 2007 Sheikh Hasina ogłosiła bojkot wyborów przez swoją partię. W rezultacie prezydent Iajuddin Ahmed wprowadził 11 stycznia 2007 stan wyjątkowy i odroczył wybory. Powołał również rząd na czele Fakhruddinem Ahmedem, który miał ustabilizować sytuację w kraju i przeprowadzić niezbędne reformy w celu zorganizowania uczciwych wyborów.

### Zarzuty korupcyjne i areszt
9 kwietnia 2007 bengalska policja rozpoczęła śledztwo w sprawie Hasiny pod zarzutem wyłudzeń. Hasina została oskarżona o zmuszenie biznesmena Tajula Islama Farooqa do zapłaty łapówki za uzyskanie zgody rządu na budowę elektrowni w 1998.
11 kwietnia 2007 przeciw Hasinie, wystosowano zarzuty kryminalne, oskarżając ją o sterowanie zabójstwem czterech działaczy przeciwnej partii politycznej w październiku 2006. Osoby te zostały śmiertelnie pobite w czasie walk między zwolennikami Ligi Awami a jej rywalami.
W czasie wystosowania zarzutów, Sheikh Hasina przebywała w USA. Rząd Bangladeszu 18 kwietnia 2007 zakazał Hasinie powrotu do kraju, tłumacząc to możliwością zakłócenia przez nią porządku. Hasina zadeklarowała wolę powrotu, by móc odpowiedzieć na postawione zarzuty. Zakaz został zniesiony 25 kwietnia 2007, tak że Hasina po 51 dniach spędzonych w USA, a następnie w Wielkiej Brytanii, 7 maja 2007 wróciła do Bangladeszu.
16 lipca 2007 Hasina Wajed została aresztowana i oskarżona o wyłudzenia. 30 lipca Sąd Najwyższy w Dhace zawiesił jej proces o wyłudzenia i rozkazał jej zwolnienie za kaucją. 2 września 2007 Komisja Antykorupcyjna wystosowała przeciw Sheikh Hasinie nowe zarzuty korupcyjne. Zarzucono jej przyjęcie 30 mln tak łapówki za ustawienie kontraktu pod budowę elektrowni w 1997.
12 stycznia 2008 została postawiona w stan oskarżenia. Jednakże 6 lutego 2008 Sąd Najwyższy zatrzymał proces, argumentując, że oskarżona nie może być sądzona na podstawie prawa obowiązującego w czasie stanu wyjątkowego za czyny popełnione przed jego wprowadzeniem.
11 czerwca 2008 Hasina została zwolniona warunkowo z aresztu w celu podjęcia leczenia za granicą. 12 czerwca 2008 wyjechała do USA, aby podjąć tam leczenie związane z pogorszeniem się słuchu i wzroku oraz podwyższonego ciśnienia krwi.

### Wybory w 2008 i ponowne przejęcie władzy

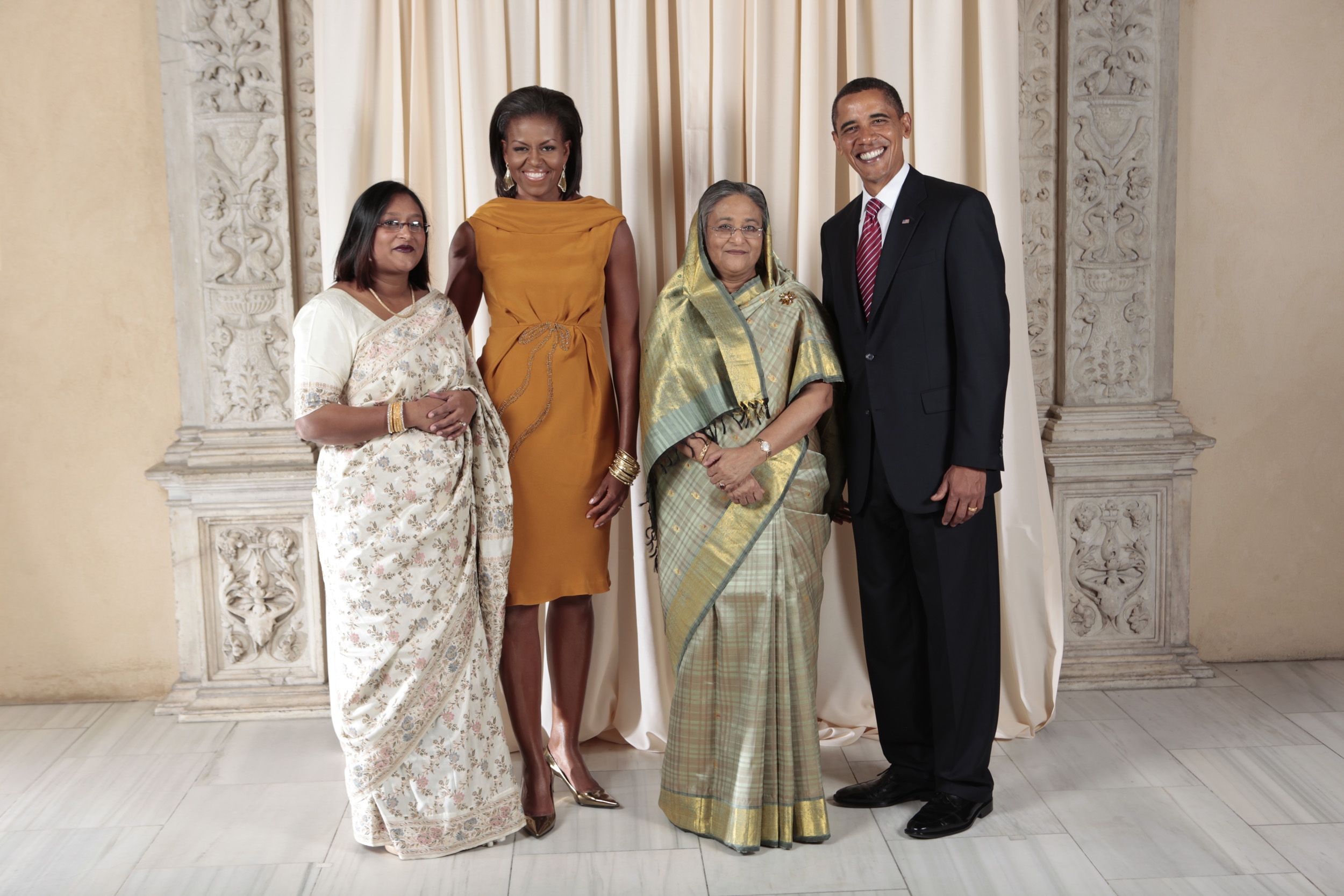
Premier Hasina z prezydentem Barackiem Obamą i jego małżonką (2009)

6 listopada 2008 Sheikh Hasina wróciła do Bangladeszu celem przygotowania Ligi Awami do wyborów parlamentarnych w grudniu 2008. Początkowo wybory miały odbyć się 18 grudnia 2008, jednak pod wpływem protestów Partii Narodowej Bangladeszu domagającej się ich przełożenia na styczeń 2009 i po wzięciu pod uwagę stanowiska Ligi Awami, która sprzeciwiała się ich odroczenia, rząd premiera Ahmeda zdecydował przesunąć datę wyborów na 29 grudnia 2008.
11 grudnia 2008 Hasina rozpoczęła kampanię wyborczą i wygłosiła manifest polityczny swojej partii. Liga Awami zawarła sojusz wyborczy z Partią Narodową Hossaina Mohammada Ershada. W celu przeprowadzenia wolnych i demokratycznych wyborów, 17 grudnia 2008 rząd zniósł, obowiązujący od stycznia 2007 stan wyjątkowy.
15 grudnia 2008 bengalski biznesmen, który oskarżył Hasinę o korupcję, zdecydował się wycofać swoje zarzuty pod jej adresem.
W wyborach parlamentarnych 29 grudnia 2008 Liga Awami odniosła przytłaczające zwycięstwo, zdobywając 230 spośród 299 miejsc w parlamencie, co otworzyło Hasinie drogę do utworzenia nowego rządu. 3 stycznia 2009 Hasina została wybrana liderem Zgromadzenia Narodowego i zwróciła się do prezydenta Iajuddina Ahmeda z prośbą o zaprzysiężenie jej na stanowisku szefa rządu.
6 stycznia 2009 prezydent Ahmed zaprzysiągł Sheikh Hasinę na stanowisku premiera Bangladeszu, w lutym tegóż roku kierowany przez nią rząd musiał stawić czoła buntowi żołnierzy ochrony pogranicza.
Sheikh Hasina została zaprzysiężona na premiera Bangladeszu po raz czwarty po znaczącym zwycięstwie jej partii w wyborach w grudniu 2018.

### Wybory w 2024 i ucieczka z kraju
Po ponownie zbojkotowanych przez opozycję wyborach z 7 stycznia 2024, w których po raz kolejny zwyciężyła Liga Awami, Sheikh Hasina została desygnowana na premiera i 11 stycznia sformowała nowy rząd. W lipcu tegoż roku w kraju wybuchła fala protestów, w których grupy studenckie zażądały zniesienia kontrowersyjnego systemu kwotowego obowiązującego w rozdzielaniu stanowisk w administracji rządowej i ustąpienia premier z urzędu. Władze wprowadziły godzinę policyjną. Podczas pacyfikacji protestów zginęło około 300 osób, a 11 tys. demonstrantów aresztowano. 5 sierpnia  Sheikh Hasina złożyła rezygnację i opuściła kraj, udając się rządowym śmigłowcem do Indii. Tego samego dnia tłumy protestujących mieszkańców wdarły się do jej rezydencji, a głównodowodzący armii Waker-uz-Zaman zapowiedział utworzenie rządu tymczasowego.